# Pelita (Sorkam)
Pelita is een bestuurslaag in het regentschap Tapanuli Tengah van de provincie Noord-Sumatra, Indonesië. Pelita telt 1295 inwoners (volkstelling 2010).